# プレミア・ピクチャーズ
プレミア・ピクチャーズ株式会社（英名：PREMIER PICTURES Co ltd）は、東京都渋谷区の映像コンテンツ制作会社。
報道・ドキュメンタリーコンテンツの企画制作を行なっている。

## 沿革
- 2007年 世田谷区成城へ本店を移転
- 2018年 港区元麻布へ本店を移転
- 2022年 渋谷区渋谷へ本店を移転

## 主な所属スタッフ
- 山崎太司
- 竹内直志
- 田川聡子
- 長谷川和成

## 番組制作

### 2025 年 現在

#### 日本テレビ
- 成田屋にござりまする

#### TBSテレビ
- news23

#### テレビ朝日
- スーパーJチャンネル
- ANNニュース